# شاراتیتسه
شاراتیتسه (به چکی: Šaratice) یک منطقهٔ مسکونی در جمهوری چک است که در ناحیه ویشکوو واقع شده‌است. شاراتیتسه ۸٫۲۴ کیلومتر مربع مساحت و ۱٬۰۲۰ نفر جمعیت دارد و ۲۰۴ متر بالاتر از سطح دریا واقع شده‌است.